# Tipula (Pterelachisus) sauteri
Tipula (Pterelachisus) sauteri is een tweevleugelige uit de familie langpootmuggen (Tipulidae). De soort komt voor in het Palearctisch gebied.